# 江戶四宿
江户四宿是江户时代随着五街道的设置一起出现的四個宿場。四宿是各街道离原点江户（日本桥）最近的宿场，皆設有被称为岡場所的私娼寮，而私娼寮裡的私娼則称为饭盛女。
- 东海道：品川宿
- 甲州街道：内藤新宿（新宿）
- 中山道：板桥宿
- 日光街道、奥州街道：千住宿

## 以江户四宿为题材的作品
- 四宿的屁（古典落语）